# Karel van Hessen-Kassel (1744-1836)

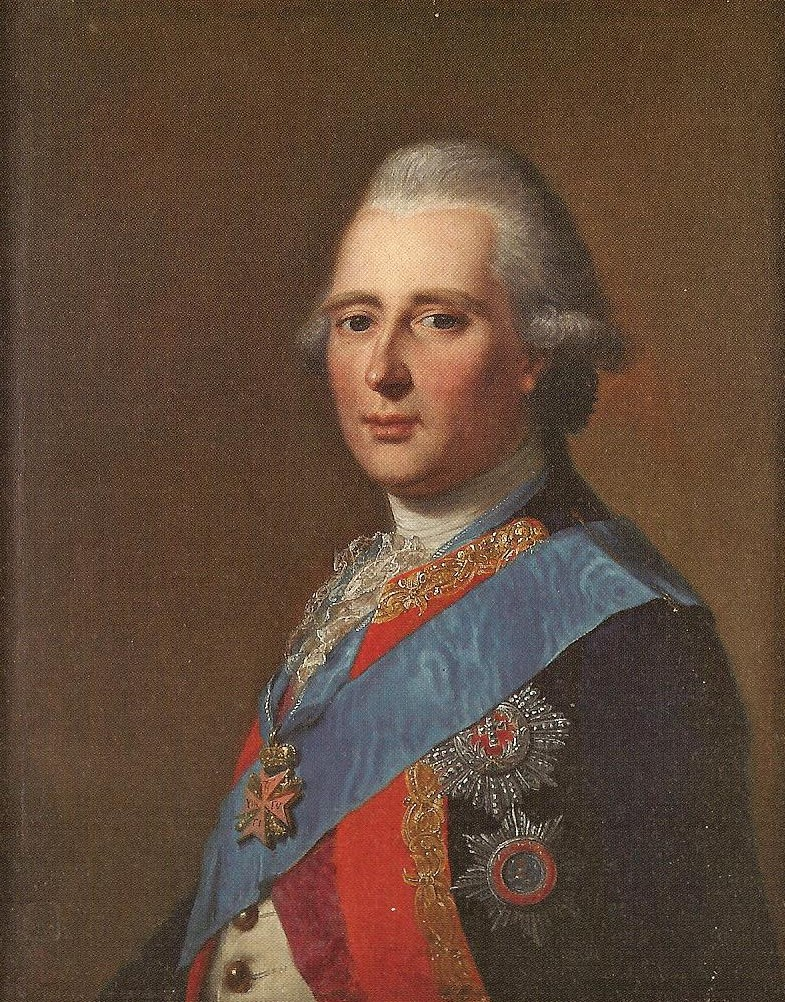
Karel van Hessen-Kassel.

Karel van Hessen-Kassel (Kassel, 19 december 1744 - Güby, 17 augustus 1836) was titulair landgraaf van Hessen-Kassel en Deens stadhouder in Sleeswijk-Holstein. Hij behoorde tot het huis Hessen-Kassel.

## Levensloop
Karel was de derde zoon van landgraaf Frederik II van Hessen-Kassel en Maria van Hannover, dochter van koning George II van Groot-Brittannië. Nadat zijn ouders in 1747 apart gingen leven, groeide hij op in Denemarken bij zijn tante Louise van Hannover, die met koning Frederik VI van Denemarken was gehuwd. Ook na haar dood in 1751 bleef Karel in Denemarken wonen.
In 1761 werd hij actief in het Deense leger. Onder het bevel van generaal Claude Louis de Saint-Germain vocht hij tijdens de Zevenjarige Oorlog in Holstein tegen het leger van tsaar Peter III van Rusland. In 1764 werd hij majoor, in 1766 generaal van de infanterie, voorzitter van de Krijgsraad, grootmeester van de artillerie en chef van de garde. Ook was hij van 1766 tot 1768 stadhouder in Noorwegen. Vervolgens werd hij in 1768 Deens stadhouder in Sleeswijk-Holstein, wat hij bleef tot aan zijn dood in 1836. In deze functie kreeg hij als residentie het Slot van Gottorp in Sleeswijk toegewezen.
Ook in het jaar 1768 kocht hij van het adelgeslacht Edelheim het landgoed en het dorp van Rumpenheim. In 1771 breidde hij een plaatselijke herenhuis uit tot het Slot van Rumpenheim.
In 1774 werd hij benoemd tot veldmaarschalk in het Deense leger. In de Beierse Successieoorlog nam hij als vrijwilliger dienst in het leger van koning Frederik II van Pruisen, van wie Karel een vertrouweling was. In september 1788 werd hij tijdens de zogenaamde Preiselbeeroorlog tegen Zweden oppercommandant van de Deense troepen. Toen de Zweden tijdens de Russisch-Zweedse Oorlog Rusland aanvielen, moest Denemarken als Russisch bondgenoot troepen leveren. Het Deense leger viel vanuit Noorwegen de Zweedse stad Göteborg aan. Onder druk van Groot-Brittannië en Pruisen werd in oktober 1788 een wapenstilstand gesloten en moesten de Denen zich naar Noorwegen terugtrekken.
In 1790 schafte Karel de lijfeigenschap af op zijn landgoed Gereby nabij Kappeln. In 1820 liet hij het plaatselijke herenhuis ombouwen tot het Herenhuis Carlsburg. Bovendien was hij actief in de vrijmetselarij: hij stichtte verschillende loges, van 1796 tot aan zijn dood was hij generaal-grootmeester en opperhoofd van de Gerectificeerde Schotse Ritus en hij was lid van de Illuminatiorde.
In januari 1805 verloor Karel de titel van landgraaf van Hessen-Kassel, nadat zijn broer Willem I in de Reichsdeputationshauptschluss van 1803 tot keurvorst was bevorderd. In 1814 werd hij benoemd tot generaal-veldmaarschalk in het Deense leger.
In augustus 1836 overleed Karel van Hessen-Kassel op 91-jarige leeftijd op het Slot Louisenlund in Güby.

## Huwelijk en nakomelingen

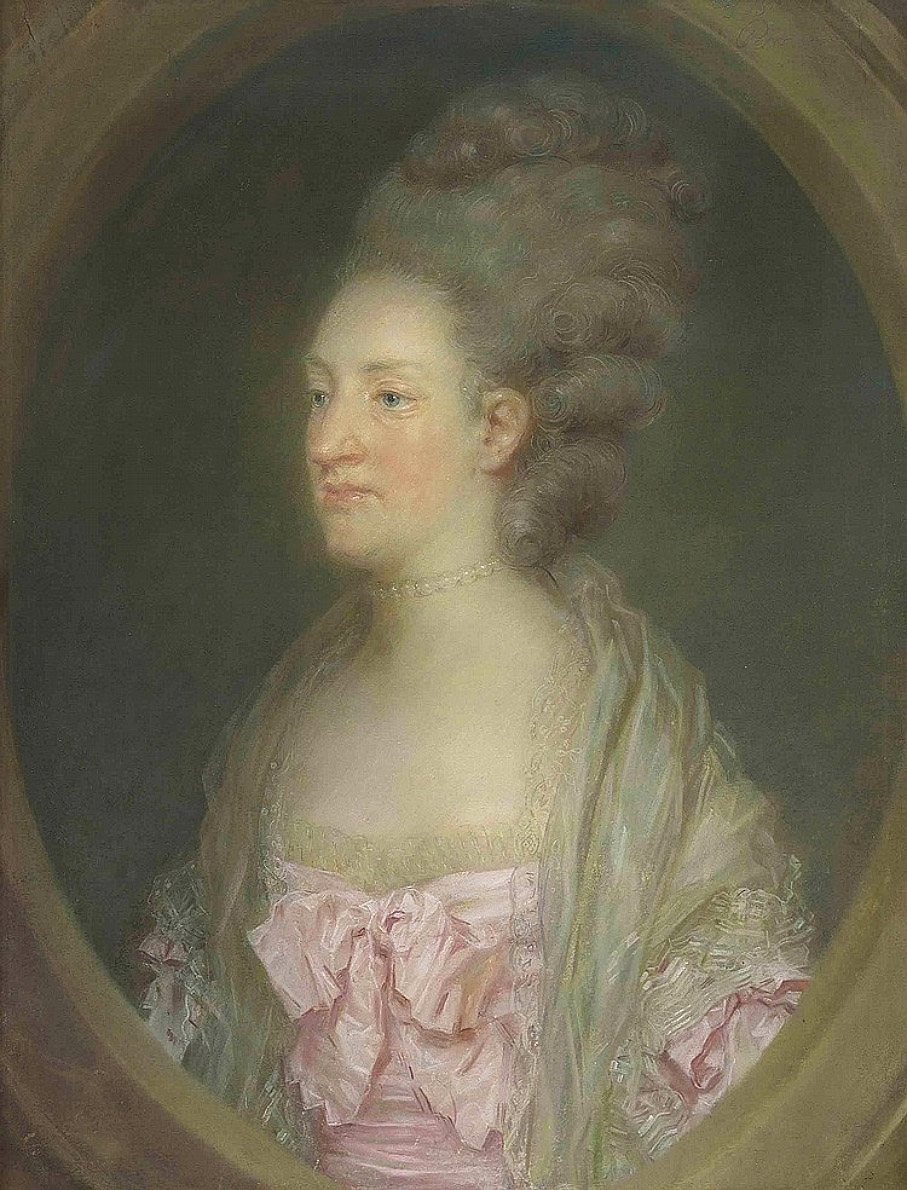
Zijn echtgenote Louise van Denemarken.

Op 30 augustus 1766 huwde Karel met zijn nicht Louise (1750-1831), dochter van koning Frederik V van Denemarken. Ze kregen zes kinderen:
- Maria (1767-1852), huwde in 1790 met koning Frederik VI van Denemarken
- Willem (1769-1772)
- Frederik (1771-1845), stadhouder van Noorwegen en Sleeswijk-Holstein
- Juliana (1773-1860), abdis van het klooster van Itzehoe
- Christiaan (1776-1814)
- Louise Carolina (1789-1867), huwde in 1810 met hertog Frederik Willem van Sleeswijk-Holstein-Sonderburg-Glücksburg, hun zoon werd koning Christiaan IX van Denemarken

## Voorouders
| Stamboom Karel van Hessen-Kassel (1744-1836) | Stamboom Karel van Hessen-Kassel (1744-1836)                                                 | Stamboom Karel van Hessen-Kassel (1744-1836)                                                 | Stamboom Karel van Hessen-Kassel (1744-1836)                                                 | Stamboom Karel van Hessen-Kassel (1744-1836)                                                 | Stamboom Karel van Hessen-Kassel (1744-1836)                                                 | Stamboom Karel van Hessen-Kassel (1744-1836)                                                 | Stamboom Karel van Hessen-Kassel (1744-1836)                                                 | Stamboom Karel van Hessen-Kassel (1744-1836)                                                 | Stamboom Karel van Hessen-Kassel (1744-1836)                                                   | Stamboom Karel van Hessen-Kassel (1744-1836)                                                   | Stamboom Karel van Hessen-Kassel (1744-1836)                                                   | Stamboom Karel van Hessen-Kassel (1744-1836)                                                   | Stamboom Karel van Hessen-Kassel (1744-1836)                                                                  | Stamboom Karel van Hessen-Kassel (1744-1836)                                                                  | Stamboom Karel van Hessen-Kassel (1744-1836)                                                                  | Stamboom Karel van Hessen-Kassel (1744-1836)                                                                  | Stamboom Karel van Hessen-Kassel (1744-1836) | Stamboom Karel van Hessen-Kassel (1744-1836) | Stamboom Karel van Hessen-Kassel (1744-1836) | Stamboom Karel van Hessen-Kassel (1744-1836) | Stamboom Karel van Hessen-Kassel (1744-1836) | Stamboom Karel van Hessen-Kassel (1744-1836) | Stamboom Karel van Hessen-Kassel (1744-1836) | Stamboom Karel van Hessen-Kassel (1744-1836) | Stamboom Karel van Hessen-Kassel (1744-1836) | Stamboom Karel van Hessen-Kassel (1744-1836) | Stamboom Karel van Hessen-Kassel (1744-1836) | Stamboom Karel van Hessen-Kassel (1744-1836) | Stamboom Karel van Hessen-Kassel (1744-1836) | Stamboom Karel van Hessen-Kassel (1744-1836) | Stamboom Karel van Hessen-Kassel (1744-1836) | Stamboom Karel van Hessen-Kassel (1744-1836) | Stamboom Karel van Hessen-Kassel (1744-1836) | Stamboom Karel van Hessen-Kassel (1744-1836) | Stamboom Karel van Hessen-Kassel (1744-1836) | Stamboom Karel van Hessen-Kassel (1744-1836) | Stamboom Karel van Hessen-Kassel (1744-1836) | Stamboom Karel van Hessen-Kassel (1744-1836) | Stamboom Karel van Hessen-Kassel (1744-1836) | Stamboom Karel van Hessen-Kassel (1744-1836) |
| -------------------------------------------- | -------------------------------------------------------------------------------------------- | -------------------------------------------------------------------------------------------- | -------------------------------------------------------------------------------------------- | -------------------------------------------------------------------------------------------- | -------------------------------------------------------------------------------------------- | -------------------------------------------------------------------------------------------- | -------------------------------------------------------------------------------------------- | -------------------------------------------------------------------------------------------- | ---------------------------------------------------------------------------------------------- | ---------------------------------------------------------------------------------------------- | ---------------------------------------------------------------------------------------------- | ---------------------------------------------------------------------------------------------- | --- | --- | --- | --- | -------------------------------------------- | -------------------------------------------- | -------------------------------------------- | -------------------------------------------- | -------------------------------------------- | -------------------------------------------- | -------------------------------------------- | -------------------------------------------- | -------------------------------------------- | -------------------------------------------- | -------------------------------------------- | -------------------------------------------- | -------------------------------------------- | -------------------------------------------- | -------------------------------------------- | -------------------------------------------- | -------------------------------------------- | -------------------------------------------- | -------------------------------------------- | -------------------------------------------- | -------------------------------------------- | -------------------------------------------- | -------------------------------------------- | -------------------------------------------- |
| Overgrootouders                              | Karel van Hessen-Kassel x Maria Anna van Koerland (1653-1711)                                | Karel van Hessen-Kassel x Maria Anna van Koerland (1653-1711)                                | Karel van Hessen-Kassel x Maria Anna van Koerland (1653-1711)                                | Karel van Hessen-Kassel x Maria Anna van Koerland (1653-1711)                                | Maurits Willem van Saksen-Zeitz (1664-1718) x Maria Amalia van Brandenburg (1670-1739)       | Maurits Willem van Saksen-Zeitz (1664-1718) x Maria Amalia van Brandenburg (1670-1739)       | Maurits Willem van Saksen-Zeitz (1664-1718) x Maria Amalia van Brandenburg (1670-1739)       | Maurits Willem van Saksen-Zeitz (1664-1718) x Maria Amalia van Brandenburg (1670-1739)       | George I van Groot-Brittannië (1660-1727) x Sophia Dorothea van Celle (1666-1727)              | George I van Groot-Brittannië (1660-1727) x Sophia Dorothea van Celle (1666-1727)              | George I van Groot-Brittannië (1660-1727) x Sophia Dorothea van Celle (1666-1727)              | George I van Groot-Brittannië (1660-1727) x Sophia Dorothea van Celle (1666-1727)              | Johan Frederik van Brandenburg-Ansbach (1654-1686) x Eleonora Erdmuthe Louisa van Saksen-Eisenach (1662-1696) | Johan Frederik van Brandenburg-Ansbach (1654-1686) x Eleonora Erdmuthe Louisa van Saksen-Eisenach (1662-1696) | Johan Frederik van Brandenburg-Ansbach (1654-1686) x Eleonora Erdmuthe Louisa van Saksen-Eisenach (1662-1696) | Johan Frederik van Brandenburg-Ansbach (1654-1686) x Eleonora Erdmuthe Louisa van Saksen-Eisenach (1662-1696) |                                              |                                              |                                              |                                              |                                              |                                              |                                              |                                              |                                              |                                              |                                              |                                              |                                              |                                              |                                              |                                              |                                              |                                              |                                              |                                              |                                              |                                              |                                              |                                              |
| Grootouders                                  | Willem VIII van Hessen-Kassel (1682-1760) x Dorothea Wilhelmina van Saksen-Zeitz (1691-1743) | Willem VIII van Hessen-Kassel (1682-1760) x Dorothea Wilhelmina van Saksen-Zeitz (1691-1743) | Willem VIII van Hessen-Kassel (1682-1760) x Dorothea Wilhelmina van Saksen-Zeitz (1691-1743) | Willem VIII van Hessen-Kassel (1682-1760) x Dorothea Wilhelmina van Saksen-Zeitz (1691-1743) | Willem VIII van Hessen-Kassel (1682-1760) x Dorothea Wilhelmina van Saksen-Zeitz (1691-1743) | Willem VIII van Hessen-Kassel (1682-1760) x Dorothea Wilhelmina van Saksen-Zeitz (1691-1743) | Willem VIII van Hessen-Kassel (1682-1760) x Dorothea Wilhelmina van Saksen-Zeitz (1691-1743) | Willem VIII van Hessen-Kassel (1682-1760) x Dorothea Wilhelmina van Saksen-Zeitz (1691-1743) | George II van Groot-Brittannië (1683-1760) ∞ 1705 Caroline van Brandenburg-Ansbach (1683-1737) | George II van Groot-Brittannië (1683-1760) ∞ 1705 Caroline van Brandenburg-Ansbach (1683-1737) | George II van Groot-Brittannië (1683-1760) ∞ 1705 Caroline van Brandenburg-Ansbach (1683-1737) | George II van Groot-Brittannië (1683-1760) ∞ 1705 Caroline van Brandenburg-Ansbach (1683-1737) | George II van Groot-Brittannië (1683-1760) ∞ 1705 Caroline van Brandenburg-Ansbach (1683-1737)                | George II van Groot-Brittannië (1683-1760) ∞ 1705 Caroline van Brandenburg-Ansbach (1683-1737)                | George II van Groot-Brittannië (1683-1760) ∞ 1705 Caroline van Brandenburg-Ansbach (1683-1737)                | George II van Groot-Brittannië (1683-1760) ∞ 1705 Caroline van Brandenburg-Ansbach (1683-1737)                |                                              |                                              |                                              |                                              |                                              |                                              |                                              |                                              |                                              |                                              |                                              |                                              |                                              |                                              |                                              |                                              |                                              |                                              |                                              |                                              |                                              |                                              |                                              |                                              |
| Ouders                                       | Frederik II van Hessen-Kassel (1720-1785) x Maria van Hannover (1723-1772)                   | Frederik II van Hessen-Kassel (1720-1785) x Maria van Hannover (1723-1772)                   | Frederik II van Hessen-Kassel (1720-1785) x Maria van Hannover (1723-1772)                   | Frederik II van Hessen-Kassel (1720-1785) x Maria van Hannover (1723-1772)                   | Frederik II van Hessen-Kassel (1720-1785) x Maria van Hannover (1723-1772)                   | Frederik II van Hessen-Kassel (1720-1785) x Maria van Hannover (1723-1772)                   | Frederik II van Hessen-Kassel (1720-1785) x Maria van Hannover (1723-1772)                   | Frederik II van Hessen-Kassel (1720-1785) x Maria van Hannover (1723-1772)                   | Frederik II van Hessen-Kassel (1720-1785) x Maria van Hannover (1723-1772)                     | Frederik II van Hessen-Kassel (1720-1785) x Maria van Hannover (1723-1772)                     | Frederik II van Hessen-Kassel (1720-1785) x Maria van Hannover (1723-1772)                     | Frederik II van Hessen-Kassel (1720-1785) x Maria van Hannover (1723-1772)                     | Frederik II van Hessen-Kassel (1720-1785) x Maria van Hannover (1723-1772)                                    | Frederik II van Hessen-Kassel (1720-1785) x Maria van Hannover (1723-1772)                                    | Frederik II van Hessen-Kassel (1720-1785) x Maria van Hannover (1723-1772)                                    | Frederik II van Hessen-Kassel (1720-1785) x Maria van Hannover (1723-1772)                                    |                                              |                                              |                                              |                                              |                                              |                                              |                                              |                                              |                                              |                                              |                                              |                                              |                                              |                                              |                                              |                                              |                                              |                                              |                                              |                                              |                                              |                                              |                                              |                                              |
| Karel van Hessen-Kassel (1744-1836)          |                                                                                              |                                                                                              |                                                                                              |                                                                                              |                                                                                              |                                                                                              |                                                                                              |                                                                                              |                                                                                                |                                                                                                |                                                                                                |                                                                                                | | | | |                                              |                                              |                                              |                                              |                                              |                                              |                                              |                                              |                                              |                                              |                                              |                                              |                                              |                                              |                                              |                                              |                                              |                                              |                                              |                                              |                                              |                                              |                                              |                                              |

- Bibliothèque nationale de France: cb12612905c (data)
- Gemeinsame Normdatei: 119356392
- International Standard Name Identifier: 0000 0000 7985 0171
- Library of Congress Control Number: n88050133
- Nationale Bibliotheek van Israël: 987007276586605171
- Nederlandse Thesaurus van Auteursnamen: 339704705
- LIBRIS: 319209
- Système universitaire de documentation: 242927297
- Virtual International Authority File: 17342331